# Puskás Panni
Puskás Panni (Győr, 1987) magyar író, színikritikus, Budapesten él.

## Életpályája
A veszprémi Pannon Egyetemen magyar szakon és a budapesti Károli Gáspár Református Egyetemen színháztudományt tanult.
2010-től kezdve jelentek meg színikritikái, a Revizor internetes kritikai portál szerkesztőjeként és kritikusaként dolgozott. Egy ideig rész vett az Élet és Irodalom ÉS-Kvartett című kritikai beszélgetéssorozatában. Rendszeresen ír a Glamour magazin magyar kiadásába.
Első könyve, A rezervátum visszafoglalása című novelláskötet 2021-ben jelent meg, mellyel elnyerte az Írók Boltja 2021. évi könyvösztöndíját.
Első regénye, a Megmenteni bárkit 2023-ban jelent meg, és 2024-ben az Európai Unió irodalmi díjára jelölték.